# Cor Witschge

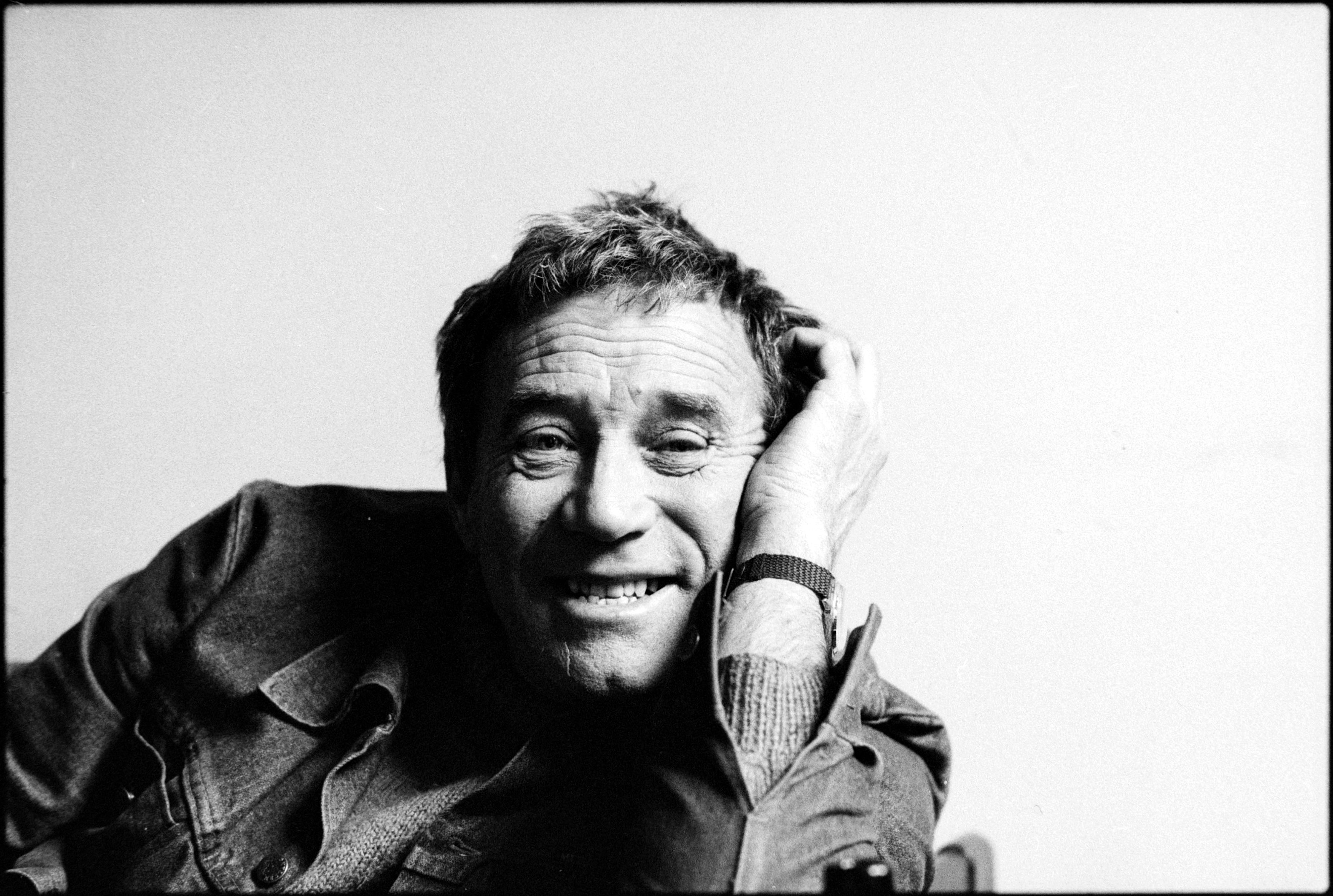
Cor Witschge, Amsterdam, 1980

Cornelis (Cor) Witschge (Amsterdam, 5 augustus 1925 — Terschelling, 13 maart 1991) was een Nederlands acteur. Hij speelde tussen 1958 en 1980 Pipo de Clown in de oorspronkelijke televisieserie.

## Carrière
Witschge werd geboren in 1925 en groeide op in de Amsterdamse wijk de Jordaan. Na de lagere school bezocht hij enkele jaren de ambachtsschool maar hij wilde liever de artistieke kant op en op  zijn zestiende deed hij auditie bij het gezelschap het Nederlandsch Jeugdtooneel dat onder leiding stond van Rob Geraerds en Rie Beyer.
Zijn eerste rol was die van lakei in de toneelbewerking van het sprookje Assepoester. Witschge kreeg te horen dat hij wel zijn Jordanese accent moest wegwerken, hetgeen hem met enige moeite lukte. Vervolgens werkte hij bij diverse toneelgezelschappen en maakte twee Indische tournees. In 1958 werd Witschge freelancer en werkte enkele jaren voornamelijk voor de televisie. Hij had in 1953 al voor tv opgetreden in House of the brave en dat was hem goed bevallen. In 1958 kreeg hij de rol van Harry in het televisiespel De sleutel van Willy van Hemert.
Nationale bekendheid verwierf hij echter met de titelrol in de televisieserie Pipo de Clown van Wim Meuldijk die vanaf 17 september 1958 werd uitgezonden door de VARA. Hoewel Witschges gezicht was verborgen onder de schmink van Pipo, herkenden mensen hem aan zijn kenmerkende stemgeluid. In 1964 verdween Pipo van de buis en ging Witschge spelen bij het gezelschap de Nederlandse Comedie. Na twee jaar keerde hij weer terug naar de rol van Pipo, die hij met tussenpozen zou vertolken tot 1980. In totaal speelde Witschge Pipo in twaalf televisieseries en in honderden korte filmpjes van vijf minuten. Ook speelde hij de rol van de clown in diverse theatervoorstellingen voor de jeugd.
Naast Pipo was Witschge ook regelmatig te zien op de televisie en in speelfilms. Meestal ging het om bijrollen of rolletjes. In de televisieserie Centraal Station (1974-1979) speelde hij de hoofdrol van rechercheur Schimmel van de spoorwegpolitie. Hij bleef het toneel trouw en door de jaren heen vertolkte hij vele gastrollen bij diverse toneelgezelschappen. Ook was hij te horen op de radio en was hij een veelgevraagd stemacteur.

## Privé en overlijden
In 1987 overleed zijn vrouw Marijke na een langdurig ziekbed. Ze hadden geen kinderen.
De laatste keer dat Cor Witschge "Pipo de Clown" speelde was in 1990, in het programma Rondom Tien. Hier trok Witschge voor het laatst zijn clownspak aan dat hij daarna aan het Omroepmuseum gaf, de voorloper van Beeld en Geluid.
Begin maart 1991 ging Witschge naar Terschelling voor de opnames van een film naar de novelle 'Meeuwen' van J. Bernlef. Toen hij daar op 13 maart 1991 ging wandelen met zijn hond werd hij getroffen door een hartinfarct. Witschge werd vijfenzestig jaar.
Cor Witschge was een neef van de grootvader van de voetballende broers Rob en Richard Witschge.

## Trivia
De laatste reeks van Pipo de Clown speelde zich af in Spanje. Voor Witschge had dit niet gehoeven. In het Vliegenbos had je hetzelfde resultaat geboekt.